# Ödön Tömösváry
Ödön Tömösváry (12. října 1852 Magyaró – 15. srpna 1884 Déva) byl maďarský přírodovědec, entomolog a odborník na stonožkovce. V roce 1883 popsal zvláštní smyslový orgán stonožkovců, který je dnes znám jako Tömösváryho orgán.

## Život
Ödön Tömösváry se narodil v chudé rodině v Magyaró – dnes Aluniş v Rumunsku. Střední školu navštěvoval v Kolozsváru a univerzitu v Selmecbánya. Tömösváry dokončil své univerzitní vzdělávání na univerzitě v Budapešti v roce 1881, ve své doktorské práci se zaměřil na anatomickou strukturu dýchacích orgánů strašníka dalmatského. Během své vědecké dráhy sepsal na 57 pojednání. Po příjezdu do dolního Podunají, kde chtěl zkoumat muchničkovité (Simuliidae), onemocněl tuberkulózou. Postupující nemoc mu dále nedovolovala věnovat se plně zoologii, poslední rok života učil v Kasse. Zemřel 15. srpna 1884 v Dévě.

## Dílo
Tömösváry popsal 32 nových stonožkovců: 10 mnohonožek, 19 stonožek, 2 drobnušky a 1 stonoženku. Zavedl dva nové rody: Edentistoma Tömösváry, 1882 = Anodontastoma Tömösváry, 1882 a Trachypauropus Tömösváry, 1882.